# Kanton Orthez et Terres des Gaves et du Sel
 Orthez et Terres des Gaves et du Sel  is een kanton van het Franse departement Pyrénées-Atlantiques. Het kanton maakt deel uit van de arrondissementen Oloron-Sainte-Marie (31) en Pau (9).  

 Het telt  26.903 inwoners in 2018.

Het kanton  werd gevormd ingevolge het decreet van 25  februari 2014 met uitwerking op 22 maart 2015 met Orthez als hoofdplaats.

## Gemeenten
Het kanton Orthez et Terres des Gaves et du Sel omvat alle gemeenten van de opgeheven kantons Sauveterre-de-Béarn (20) en Salies-de-Béarn (12) en 8 van de 13 gemeenten van het opgeheven kanton Orthez. Dat zijn samen de volgende 40 gemeenten :
- Abitain
- Andrein
- Athos-Aspis
- Auterrive
- Autevielle-Saint-Martin-Bideren
- Baigts-de-Béarn
- Barraute-Camu
- Bellocq
- Bérenx
- Burgaronne
- Carresse-Cassaber
- Castagnède
- Castetbon
- Escos
- Espiute
- Guinarthe-Parenties
- L'Hôpital-d'Orion
- Laàs
- Labastide-Villefranche
- Lahontan
- Lanneplaà
- Léren
- Montfort
- Narp
- Oraàs
- Orion
- Orriule
- Orthez
- Ossenx
- Puyoô
- Ramous
- Saint-Boès
- Saint-Dos
- Saint-Girons-en-Béarn
- Saint-Gladie-Arrive-Munein
- Saint-Pé-de-Léren
- Salies-de-Béarn
- Salles-Mongiscard
- Sauveterre-de-Béarn
- Tabaille-Usquain